# Géorgie au Concours Eurovision de la chanson 2018
La Géorgie est l'un des quarante-trois pays participants du Concours Eurovision de la chanson 2018, qui se déroule à Lisbonne au Portugal. Le pays est représenté par le groupe Iriao et sa chanson For You, sélectionnés en interne par le diffuseur GPB. Le groupe termine finalement 18e et dernier en demi-finale, recevant 24 points et échoue à se qualifier.

## Sélection
Le pays a confirmé sa participation le 2 octobre 2017. Le représentant a été sélectionné en interne et annoncé le 31 décembre 2017 : il s'agit du groupe Iriao. La chanson qu sera interprétée par le groupe, intitulée For You — le titre en géorgien est Šeni gulistvis, შენი გულისთვის —, a été présentée le 13 mars 2018.

## À l'Eurovision
La Géorgie a participé à la deuxième demi-finale, le 10 mai 2018. Terminant à la 18e et dernière place avec 24 points, le pays échoue à se qualifier en finale.